# Euthalia dirteoides
Euthalia dirteoides är en fjärilsart som beskrevs av Hans Fruhstorfer 1913. Euthalia dirteoides ingår i släktet Euthalia och familjen praktfjärilar. Inga underarter finns listade i Catalogue of Life.